# Ayherre
Ayherre (en euskera Aiherra) es una localidad y comuna francesa, situada en el departamento de Pirineos Atlánticos, en la región de Nueva Aquitania y en el valle de Arberoa, dentro de la Baja Navarra.

## Geografía
Administrativamente es una de las 52 comunas situadas dentro del Distrito de Bayona, en el Cantón de País de Bidache, Amikuze y Ostibarre.
Dista 106 km de Pau, donde está la prefectura departamental, 29 km de Bayona, donde está la subprefectura, 26 km de Saint-Palais, sede de la oficina centralizadora del cantón desde las elecciones departamental de 2015.
| Noroeste: Hasparren | Norte: La Bastide-Clairence | Noreste: Orègue        |
| Oeste: Bonloc       |                             | Este: Isturits         |
| Suroeste: Mendionde | Sur: Hélette                | Sureste: Saint-Esteben |

## Hidrografía
La localidad se sitúa en la cuenca hidrográfica del Adur y está atravesada por las aguas de La Joyeuse junto a su afluentes Garraldako y Arberoa. Para Paul Raymond, L'Ahounbiscardéguy es una regata que nace en la commune y se una a la Joyeuse cerca de La Bastide-Clairence. Menciona igualmente el Luku (o Lucu) y el Uhartia, también tributarios de la Joyeuse, así como el Berho, un afluente del Arberoa.

## Demografía

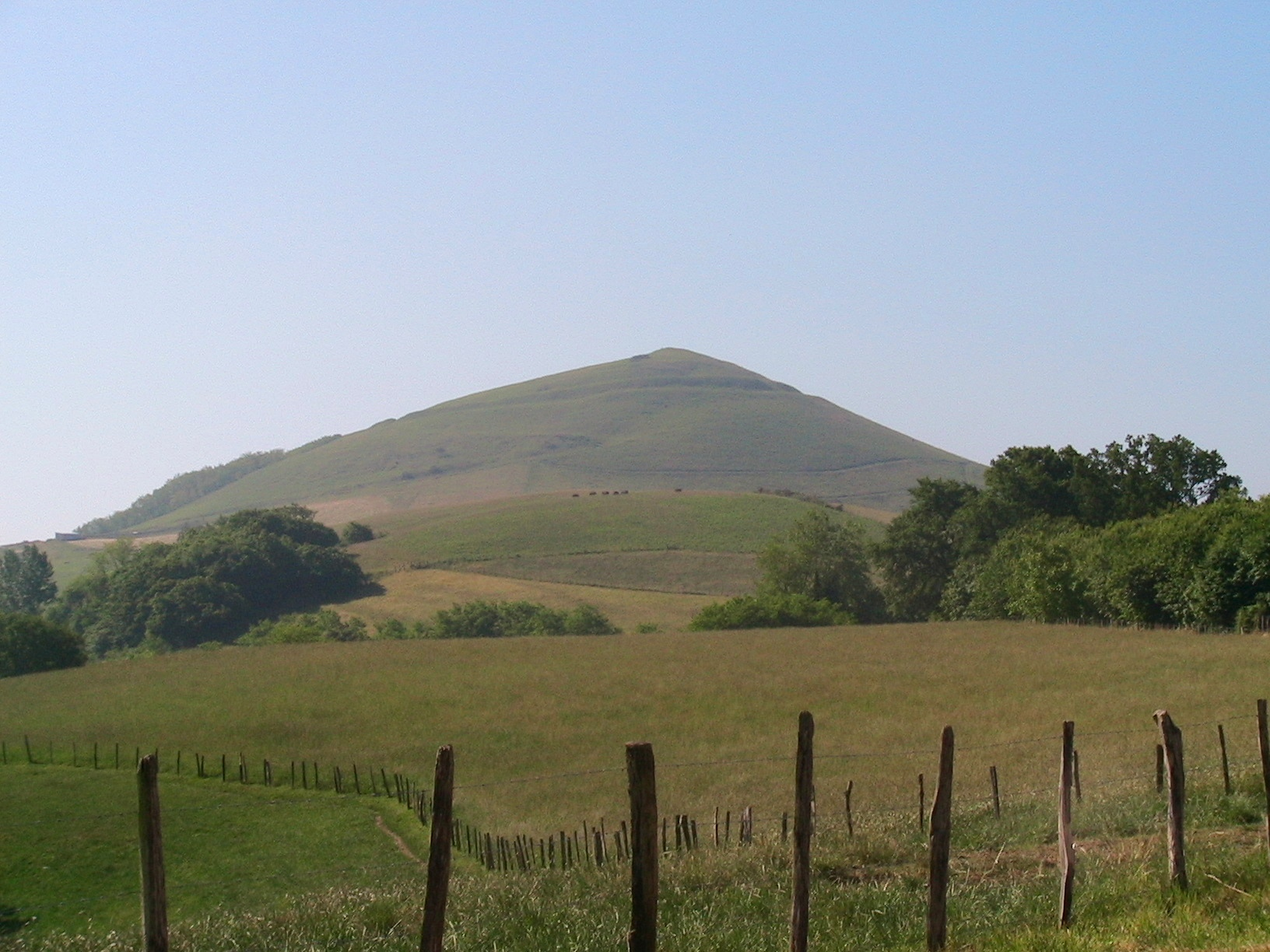
Paisaje típico de Ayherre, la mayoría del territorio está dominado por el rubro agrícola

| Gráfica de evolución demográfica de Ayherre entre 1800 y 2012 |
|                                                               |

Fuentes: Ldh/EHESS/Cassini e INSEE.

## Etimología
Según Jean-Baptiste Orpustan, el topónimo vendría del vasco aiherr («pendiente, inclinación»), significando «lugar inclinado».

## Heráldica
Cuartelado: 1.º y 4.º, en campo de gules, dos vacas andantes, de oro, uñadas, cornadas y acoralladas de azur y puestas en palo; 2.º, en campo de plata, un árbol desarraigado, de su color natural, y 3.º, en campo de azur, una hidra de tres cabezas, de plata.

## Historia
El 18 de marzo de 1450, Labort vuelve a la Corona francesa tras la firma del tratado de paz en el palacio de Belzunce en Ayherre, marcando el final de la influencia inglesa en la región. Durante esa jornada los representantes de Labourd juran su sumisión, y mediante el pago de 2000  escudos de oro, garantizado por la retención de diez rehenes, pudieron conservar sus privilegios.